# 澎湖皂廢船大賽

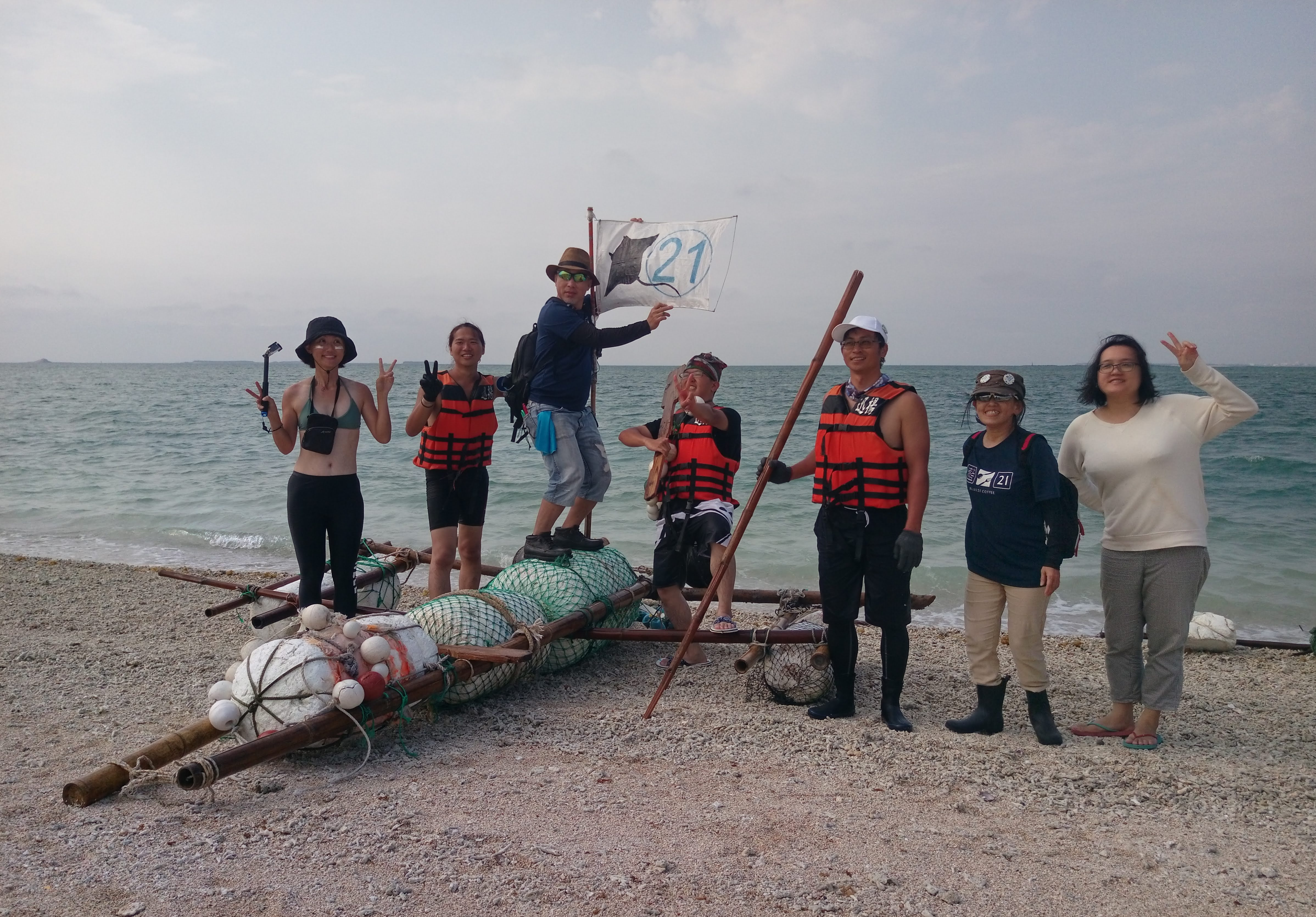
皂廢船作品與參賽選手

澎湖皂廢船大賽，正式名稱「競灘！皂廢船大賽」。2018年由台灣澎湖縣民間自發性舉辦，活動地點為白沙鄉赤崁地下水庫旁的沙灘，以堆積在岸上的海洋垃圾為素材、組裝船隻進行趣味划船競賽的方式，呼籲各界重視日益嚴重的海洋廢棄物問題。

## 歷屆活動
- 第一屆，舉辦日期：2018年4月22日（地球日），參與隊伍20隊。首屆活動興辦，便成功引發熱烈迴響。[1][2]
- 第二屆，舉辦日期：2019年4月14日，參與隊伍19隊。時任海洋保育署署長黃向文亦親赴赤崁地下水庫，共襄盛舉。[3][4]

## 圖輯

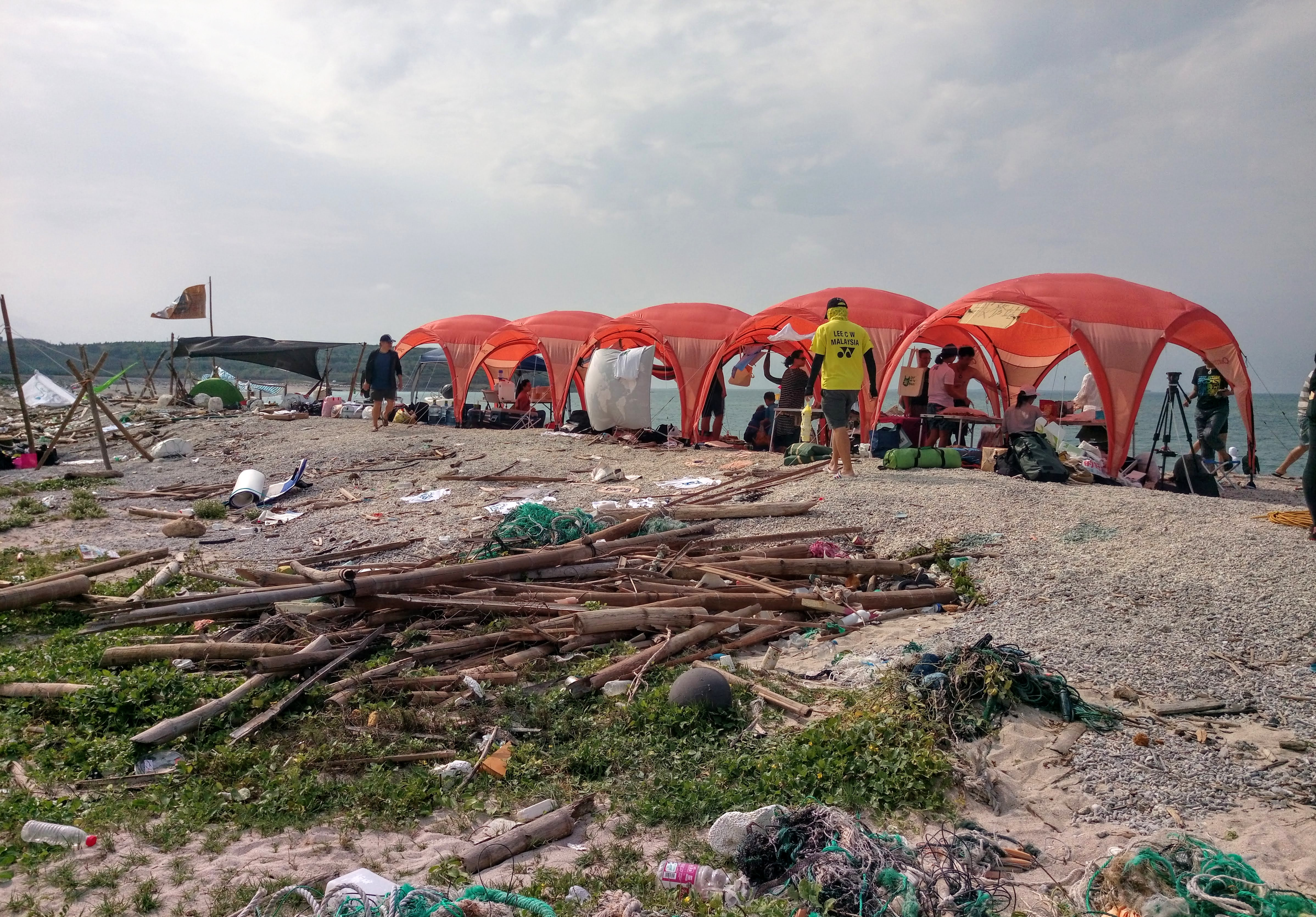
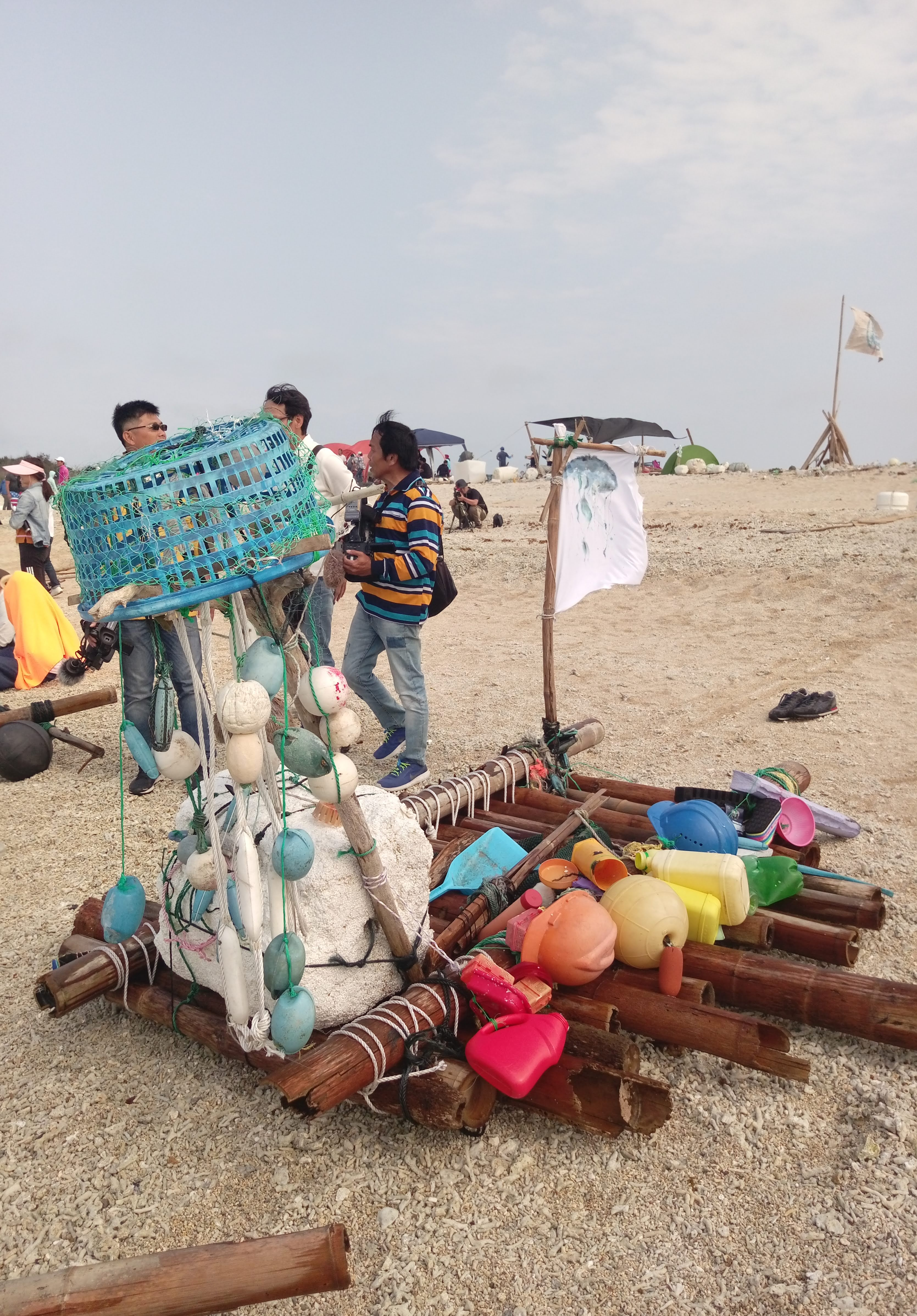
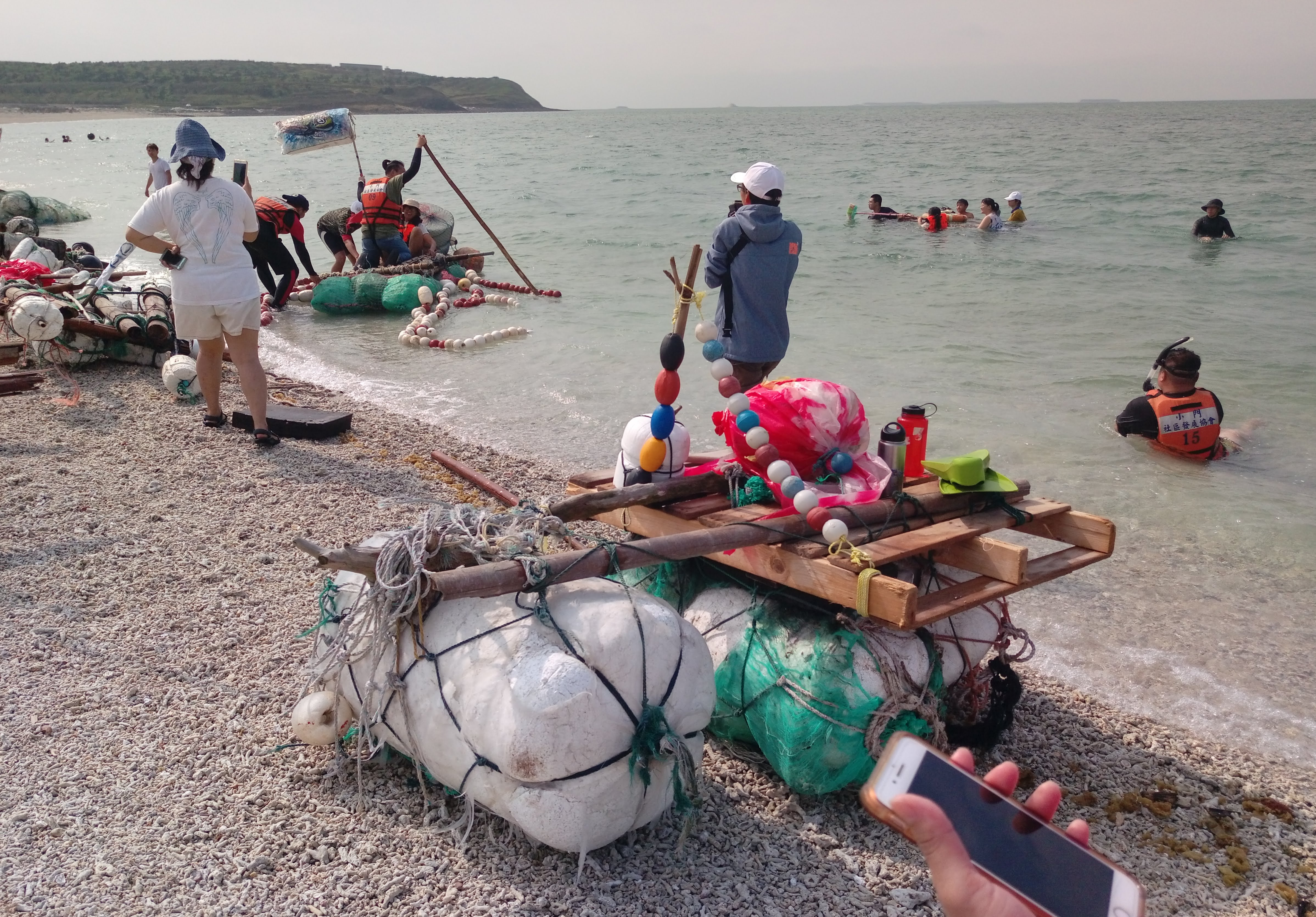
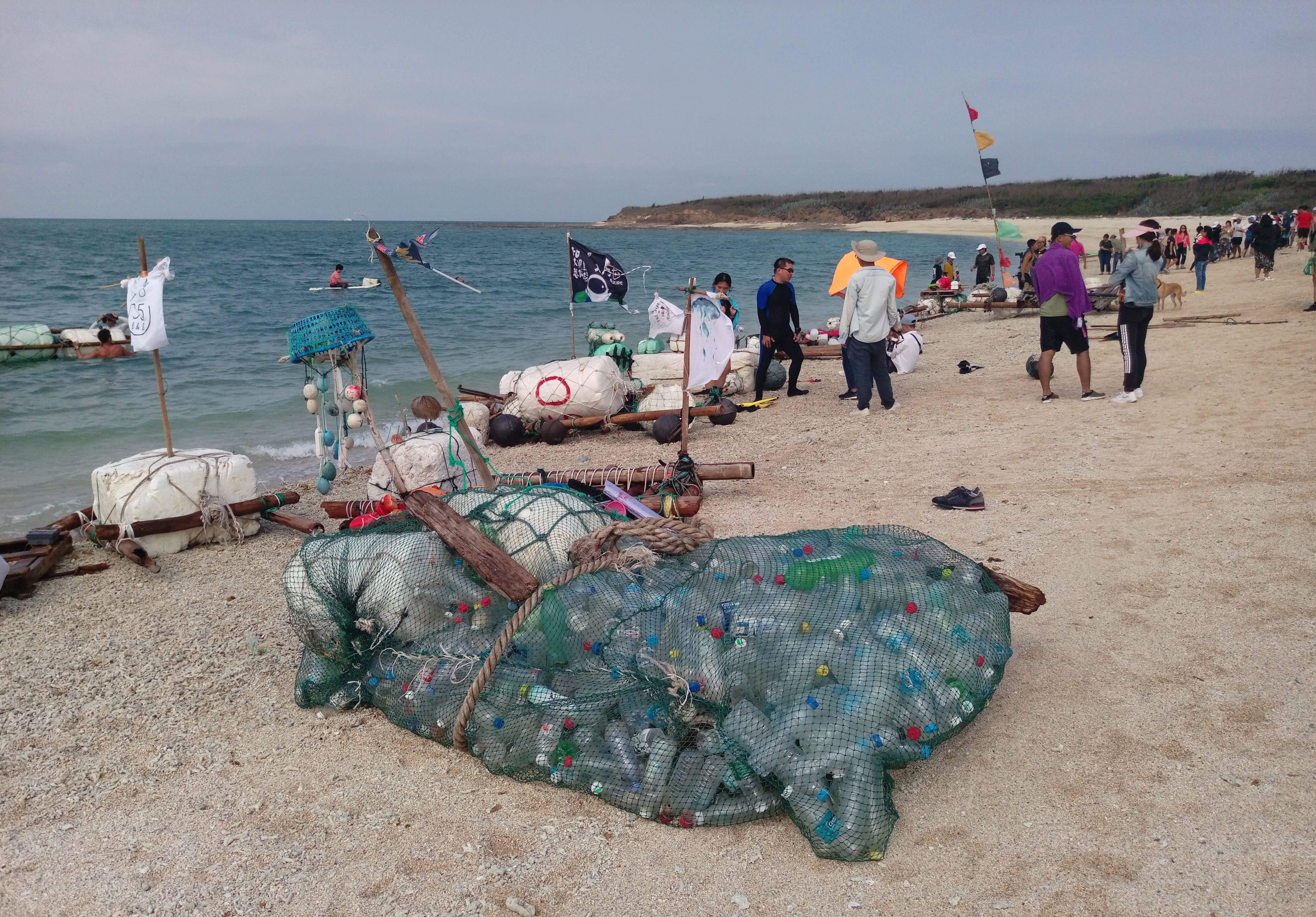
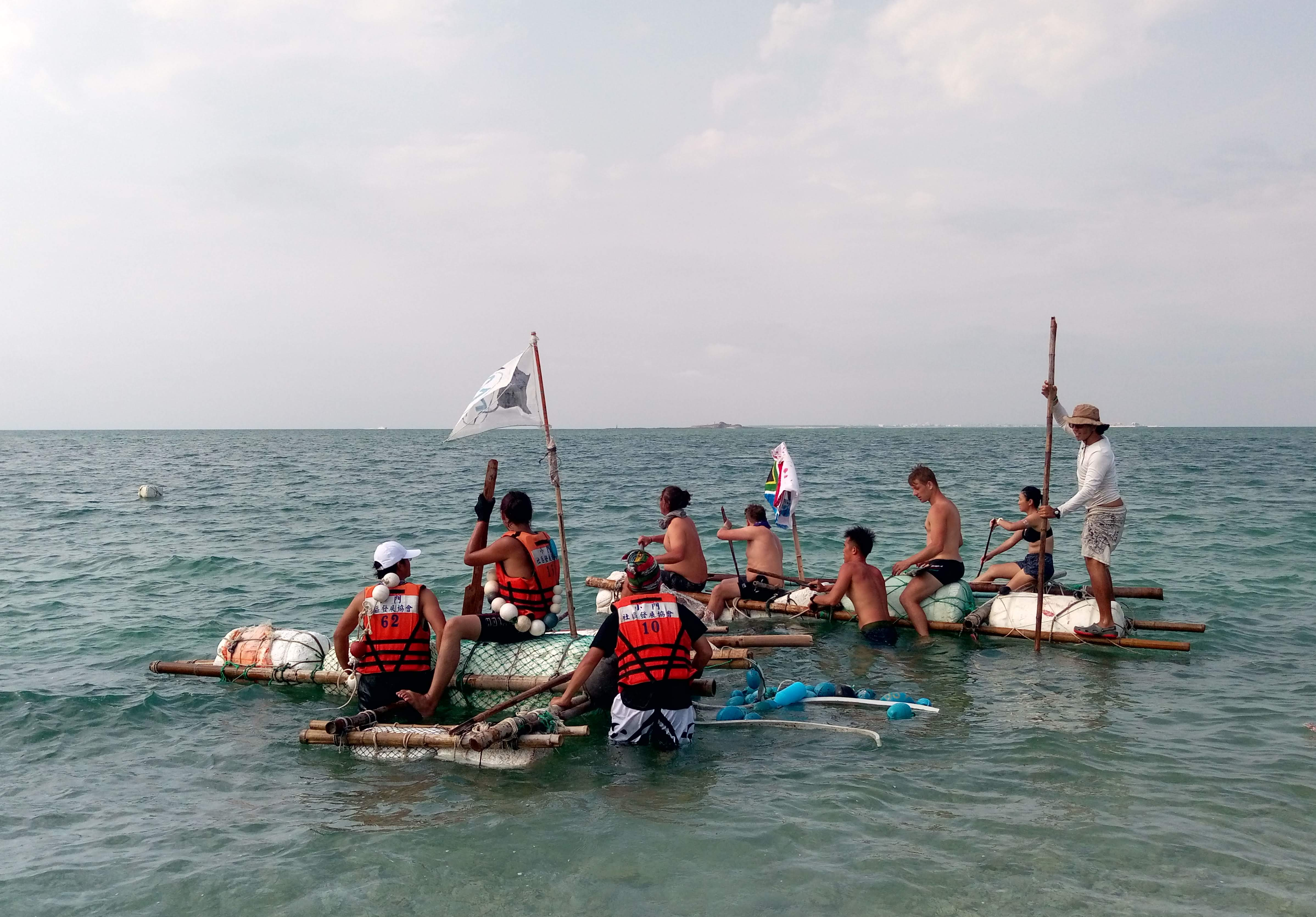
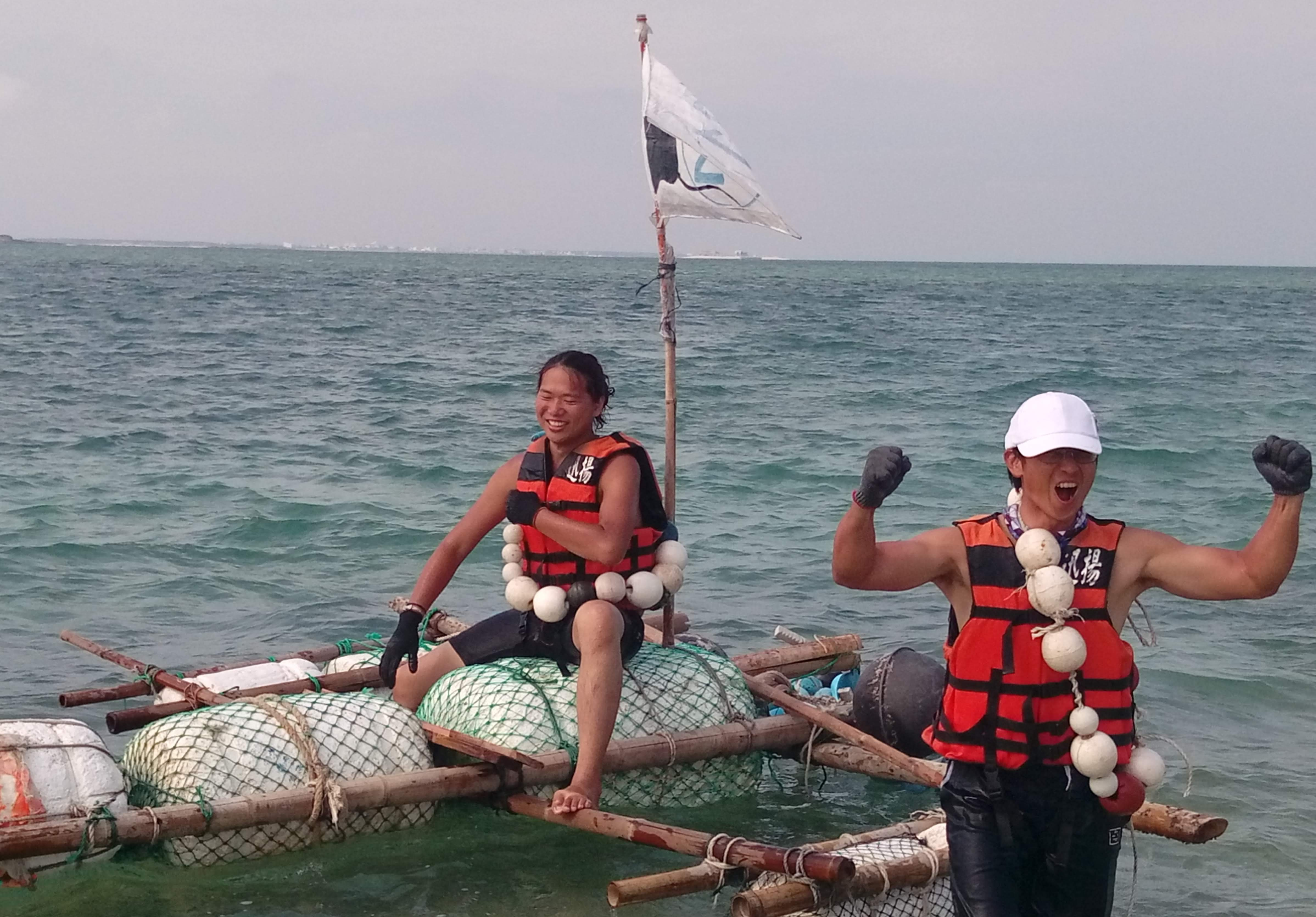

## 外部連結
- 澎湖皂廢船大賽的Facebook專頁